# 姪浜町
姪浜町（めいのはままち）は、福岡県早良郡にあった町。旧・筑前国。福岡市へ編入され、現在は西区の一部となっている。

## 地理
- 河川 ： 室見川
- 山 ： 長垂山、叶岳、高祖山

## 歴史
- 1889年4月1日 - 町村制施行により姪浜村が姪ノ浜村となり発足。
- 1893年1月10日 - 町制施行により姪浜町に改称。
- 1933年4月1日 - 筑紫郡席田村とともに福岡市へ編入される。

## 経済

### 産業
農業
『大日本篤農家名鑑』によれば、姪浜町の篤農家は「石橋喜祐、紫戸善蔵、早船正次郎」などがいた。
商工業
石橋善次郎は酒造業を営む。

## 出身・ゆかりのある人物
- 石橋喜祐（早良銀行取締役、石材販売合資会社代表社員）
- 亀井少琹（漢詩人、画家）
- 亀井南冥（医者、儒学者）